# Vanessa-Mae
Vanessa-Mae (Chinees: 陈美, Chén Měi), volledige naam Vanessa-Mae Vanakorn Nicholson (Singapore, 27 oktober 1978) is een Britse, internationaal bekende muzikante en violiste in de klassieke en popmuziek. Ze omschrijft haar stijl zelf als "techno-akoestische fusion voor viool".
Naast haar muzikale carrière nam ze deel aan de Olympische Winterspelen 2014. Later dat jaar zou blijken dat ze daarvoor valsgespeeld had tijdens de kwalificatietoernooien. Dit werd echter door het internationale Hof van Arbitrage voor Sport ongedaan gemaakt.

## Levensloop
Ze is de dochter van een Chinese moeder en Thaise vader. Nadat haar ouders uiteen waren gegaan, huwde haar moeder met de Engelsman Graham Nicholson. Ze groeide op in Londen en heeft de Britse nationaliteit.
Ze leerde vanaf driejarige leeftijd piano spelen en viool vanaf haar vijfde. Ze was de jongste vioolsoliste die zowel Tsjaikovski als Beethoven concerto's opnam, en dit op 13-jarige leeftijd.
Ze genoot relatief grote bekendheid in het Verenigde Koninkrijk tijdens haar kindertijd door haar regelmatig optreden op televisie (bijvoorbeeld in Blue Peter), meestal met erg traditionele muziek en stijl. In 1988, op tienjarige leeftijd, kon ze reeds bij vermaarde orkesten spelen, zoals het London Philharmonic Orchestra.
Tijdens haar adolescentie brak zij met de invloed van haar ouders, en werd bekend door haar opvallende, sexy stijl in muziekvideo's. Vanessa-Mae verscheen op het album The Velvet Rope van Janet Jackson, waar ze een vioolsolo speelde in het nummer "Velvet Rope". Vanessa-Maes compositie Happy Valley was op 1 juli 1997 de officiële hymne bij de hereniging van Brits Hongkong met China.

## Kritiek
Sommige critici geven aan dat Vanessa-Maes technische en muzikale kwaliteiten eigenlijk weinig spectaculair zijn en dat ze slechts een typisch product is van een muziekindustrie, die haar seksuele uitstraling wil gebruiken om klassieke muziek te commercialiseren. Anderen vinden dat ze de klassieke muziek een slechte dienst bewijst. Die critici biedt ze weerwoord door te stellen dat zij te traditioneel en te elitair zijn, omdat ze haar fusie van klassieke en popmuziek niet kunnen appreciëren of zelf geen muziek kunnen spelen en daarom hun toevlucht zoeken tot rancuneus cynisme.
Ze werkte tweemaal samen met de Duitse danceact DJ Sakin & Friends op de singles Reminiscing (Stay) (2000) en I Still Can Hear Your Voice (2002).
In april 2006 werd Vanessa-Mae door de Sunday Times Rich List 2006 genoemd als rijkste jonge entertainer in het Verenigd Koninkrijk.

## Olympische Spelen 2014
Vanessa-Mae vertegenwoordigde Thailand bij de Olympische Winterspelen 2014. Ze kwam uit op het onderdeel reuzenslalom. Zij werd 67e en laatste.
In november 2014 werd ze voor vier jaar geschorst door de internationale skibond FIS toen zij vaststelden dat ze resultaten tijdens races in Slovenië vervalst zou hebben om deel te nemen aan de Olympische Spelen. Deze schorsing hield geen stand: op 19 juni 2015 werd de schorsing ongedaan gemaakt door het internationale Hof van Arbitrage voor Sport op basis van gebrek aan bewijs.

## Discografie
- Violin (1990)
- My Favourite Things: Kids' Classics (1991)
- Tchaikovsky & Beethoven Violin Concertos (1991/1992)
- The Violin Player (1994)
- The Violin Player: Japanese Releases (1995)
- The Alternative Record from Vanessa-Mae (1996)
- The Classical Album 1 (12 november 1996)
- China Girl: The Classical Album 2 (1 januari 1997)
- Storm (1 januari 1997)
- The Original Four Seasons and the Devil's Trill Sonata: The Classical Album 3 (16 februari 1999)
- The Classical Collection: Part 1 (2000)
- Subject to Change-Vanessa-Mae (17 juli 2001)
- The Best of Vanessa-Mae (5 november 2002)
- The Ultimate (1 januari 2003)
- Choreography (2004)
- The Platinum Collection (2007)
- Greatest Hits (2008)
- The Best (2010)
- My New Classic (2012)

- Bibliothèque nationale de France: cb13979300k (data)
- Gemeinsame Normdatei: 134954289
- International Standard Name Identifier: 0000 0001 2018 9144
- Library of Congress Control Number: no96009958
- Nationale Bibliotheek van Letland: 000084490
- MusicBrainz: c75d637d-bcca-4123-9ffa-fab3c01be71a
- Nationale Bibliotheek van Tsjechië: xx0003995
- Nationale Bibliotheek van Israël: 987007405081705171
- Nederlandse Thesaurus van Auteursnamen: 108910067
- Virtual International Authority File: 115758017